# Sunglasses (canción)
Sunglasses es una canción de la banda de rock inglesa Black Country, New Road. Fue lanzada como sencillo el 26 de julio de 2019, a través de Blank Editions. 
El 5 de febrero de 2021, se lanzó una versión nueva de la canción para su álbum debut. La canción ha sido descrita como una mezcla de post-punk y post-rock por la crítica.

## Versión del 2019
Sunglasses fue el segundo sencillo de Black Country, New Road, después de Athens, France de enero del 2019. La canción tiene una duración aproximada de nueve minutos y utiliza varios instrumentos como el saxofón y el violín junto con un conjunto de rock.
La canción ha sido descrita como "un viaje loco, transformándose del post-rock al post-punk con una explosión de sonido de free-jazz " e "histeria poética en una canción turbulenta pero adictiva con toque de metales". 
La canción se lanzó digitalmente a través de Speedy Wunderground y físicamente a través de Blank Editions. Hubo tres diferentes versiones de 7 pulgadas, cada una con una diferente portada: la primera estaba limitada a  solo 500 copias y cada copia tenía una imagen diferente, lo que hacía que cada copia fuera única; la segunda edición limitada a 250 copias, con la portada mostrando una banda de marcha; y la tercera con un número "no revelado" de copias que presenta una imagen de la banda ensamblando la primera edición. La primera edición se agotó en 2 horas. Para la segunda edición, se dividieron las 250 copias, con solo 130 disponibles en línea y el resto se distribuidas en tiendas de discos seleccionadas.
El lanzamiento digital incluyó una edición abreviada y nueva de aproximadamente cuatro minutos y medio de duración.

## Versión del 2021
Se hizo una grabación nueva de 10 minutos de la canción para el debut de Black Country, New Road, For the First Time, que fue lanzado a través de Ninja Tune. Esta versión presenta una introducción de guitarra lenta y distorsionada que no se incluye en la versión de 2019, junto con diferencias pequeñas, como algunas líneas cambiadas. La voz hablada del cantante Isaac Wood se vuelve más sutil, como explica el saxofonista de la banda Lewis Evans.

## Listado de canciones
Todas las canciones escritas y compuestas por Charlie Wayne, Georgia Ellery, Isaac Wood, Lewis Evans, Luke Mark, May Kershaw, Tyler Hyde. 
| Sunglasses (sencillo) |                     |          |  |
| N.º                   | Título              | Duración |  |
| 1.                    | «Sunglasses»        | 8:54     |  |
| 2.                    | «Sunglasses (edit)» | 4:36     |  |
| 13:30                 |                     |          |  |